# Scelotes arenicola
Espèce
Synonymes
- Lithophilus bicolor Smith, 1849
- Scelotes bicolor (Smith, 1849)
- Herpetosaura arenicola Peters, 1854

Scelotes arenicola est une espèce de sauriens de la famille des Scincidae.

## Répartition
Cette espèce se rencontre :
- en Afrique du Sud dans la province de KwaZulu-Natal ;
- au Swaziland ;
- dans le Sud du Mozambique.

## Publication originale
- Peters, 1854 : Diagnosen neuer Batrachier, welche zusammen mit der früher (24. Juli und 17. August) gegebenen Übersicht der Schlangen und Eidechsen mitgetheilt werden. Bericht über die zur Bekanntmachung geeigneten Verhandlungen der Königlich preussischen Akademie der Wissenschaften zu Berlin, vol. 1854, p. 614-628 (texte intégral).